# (5975) Otakemayumi
(5975) Otakemayumi est un astéroïde de la ceinture principale.

## Description
(5975) Otakemayumi est un astéroïde de la ceinture principale. Il fut découvert le 21 septembre 1992 à Kitami par Kin Endate et Kazuro Watanabe. Il présente une orbite caractérisée par un demi-grand axe de 2,55 UA, une excentricité de 0,09 et une inclinaison de 15,0° par rapport à l'écliptique.

## Compléments